# Ascogaster cuspidata
Ascogaster cuspidata är en stekelart som beskrevs av De Saeger 1948. Ascogaster cuspidata ingår i släktet Ascogaster och familjen bracksteklar. Inga underarter finns listade.